# Georg Weinzierl
Georg Weinzierl (* 5. Dezember 1896 in Sinzing bei Eichstätt; † 31. Dezember 1969) war ein deutscher Politiker der BVP und der CSU.

## Leben
Weinzierl studierte zunächst an der Realschule Eichstätt, musste das Studium aufgrund des Todes seines Vaters abbrechen und begann die Lehre zum Schlosser. Nachdem er im Ersten Weltkrieg als Soldat im Einsatz war, arbeitete er sieben Jahre lang als Schlosser und Vorhandwerker im Reichsbahn-Ausbesserungswerk in Ingolstadt. 1925, nunmehr Meister, gründete er eine eigene Schlosserei mit Schwerpunkt Zentralheizungsbau. Von 1939 bis 1941 wurde er erneut als Soldat im Krieg eingesetzt. Nach dem Krieg übernahm er von 1945 bis 1947 die Leitung der Kreishandwerkerschaft, später wurde er Obermeister der Schlosserinnung und gehörte dem Vorstand der Handwerkskammer Mittelfranken an.

## Politik
1927 trat Weinzierl in die BVP ein, nach dem Krieg gründete er den Stadt- und Kreisverband der CSU in Eichstätt, bis 1947 war er deren Kreisvorsitzender. Er gehörte sowohl dem Eichstätter Stadtrat als auch dem Kreistag des Landkreises Eichstätt an, später wurde er zum zweiten Bürgermeister von Eichstätt ernannt.
Im Juni 1946 wurde Weinzierl in die Verfassunggebende Landesversammlung berufen. Im Dezember 1946 erfolgte die Wahl in den Bayerischen Landtag. Dort übernahm er 1949 den Vorsitz des Ausschusses für Flüchtlingsfragen sowie des Unterausschusses für zur Besichtigung der Flüchtlings- und Grenzlandlager, später wurde er auch Vorsitzender des Untersuchungsausschusses zur Prüfung der Vorgänge in der Bauabteilung des Staatssekretariats für das Flüchtlingswesen. Nach der Wahl 1950 schied er aus dem Landtag aus.